# تناول الخفاشيات

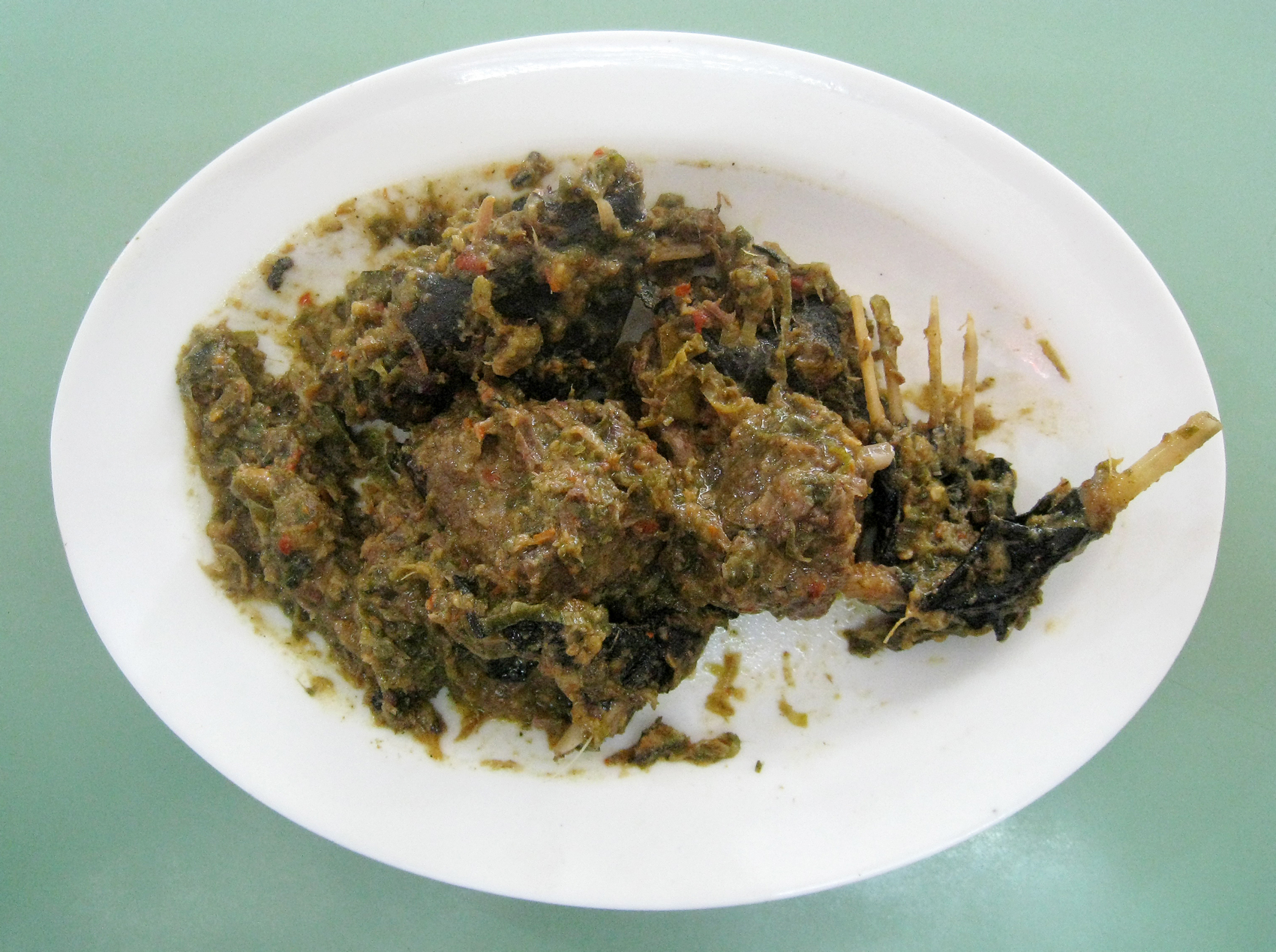
بانيكي معدة بلحم خفافيش الفاكهة المطبوخة بالفلفل الأخضر الحار. مانادو، سولاوسي الشمالية، إندونيسيا.

الخفاشيات هي مصدر الغذاء للبشر في بعض المناطق. يتم استهلاك الخفافيش بكميات مختلفة في بعض المناطق داخل الصين، وفيتنام، وسيشيل، وإندونيسيا، وبالاو، وغوام، وفي بعض دول وثقافات إفريقيا وآسيا والمحيط الهادئ. في غوام، تُعتبر خفافيش فاكهة ماريانا (Pteropus mariannus) من الأطعمة الفاخرة.
كما تم تناول الخفافيش في أجزاء من أوروبا والشرق الأوسط في الماضي بدرجة أقل. لا تزال الخفافيش تؤكل في أجزاء من إفريقيا، حيث يتم مداهمة الكهوف لصيدها.
يقول إصدار عام 1999 من The Oxford Companion to Food أن نكهة خفافيش الفاكهة تشبه نكهة الدجاج، وأنها «حيوانات نظيفة تقتات حصرياً على الفاكهة». قد تطبخ الخفافيش بعدة طرق، مثل الشواء، الباربكيو، القلي العميق، أو القلي السريع. في حالة القلي العميق، يمكن طهي الخفافيش بالكامل وتناولها.
أثناء الطهي، قد تنبعث من الخفافيش روائح قوية شبيهة بالبول والبراز. يمكن تقليل ذلك عن طريق إضافة الثوم والبصل والفلفل الحار أو البيرة أثناء الطهي.

## التغذية

إعداد الخفافيش
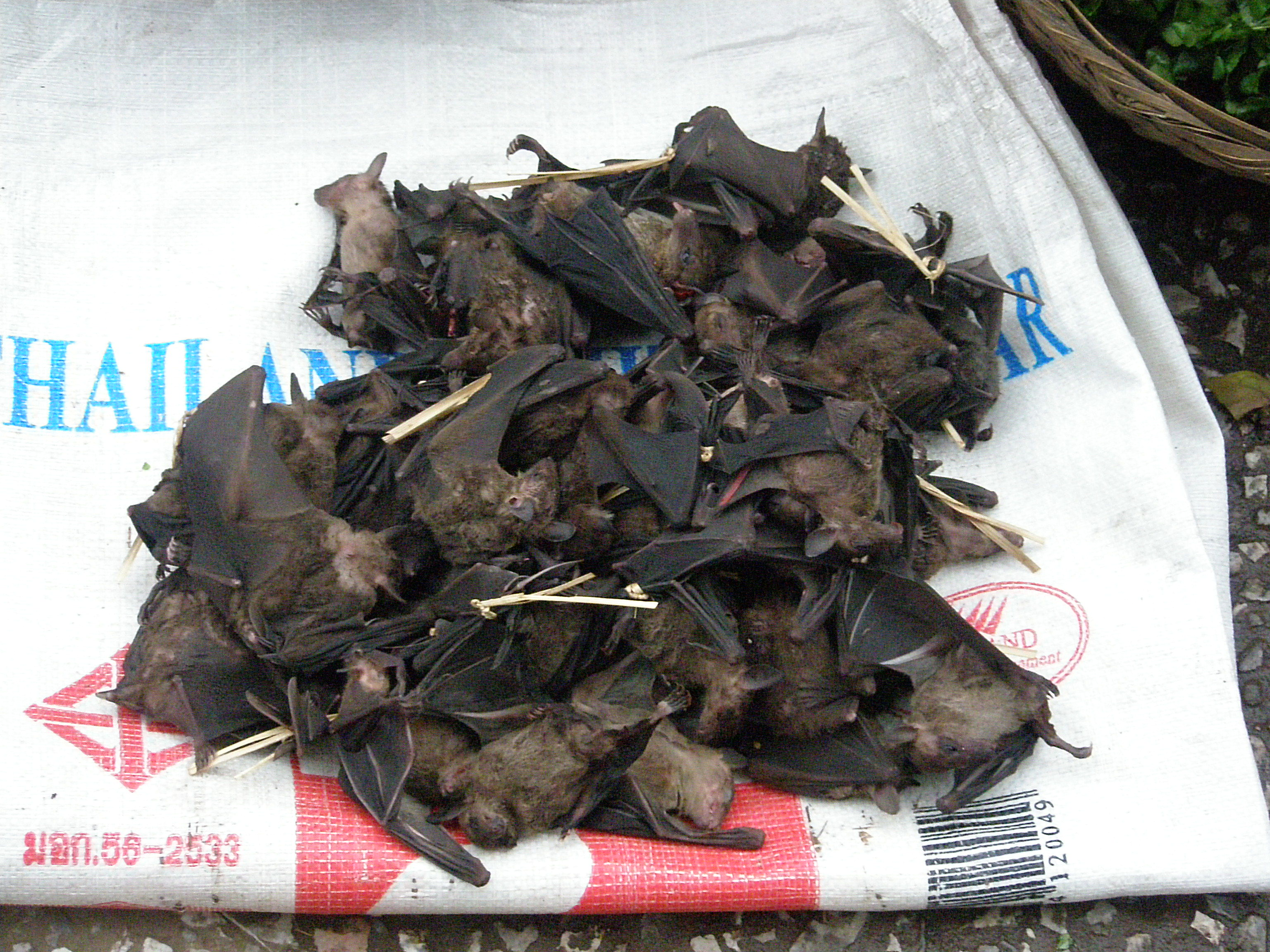
خفافيش للاستهلاك البشري في لاوس
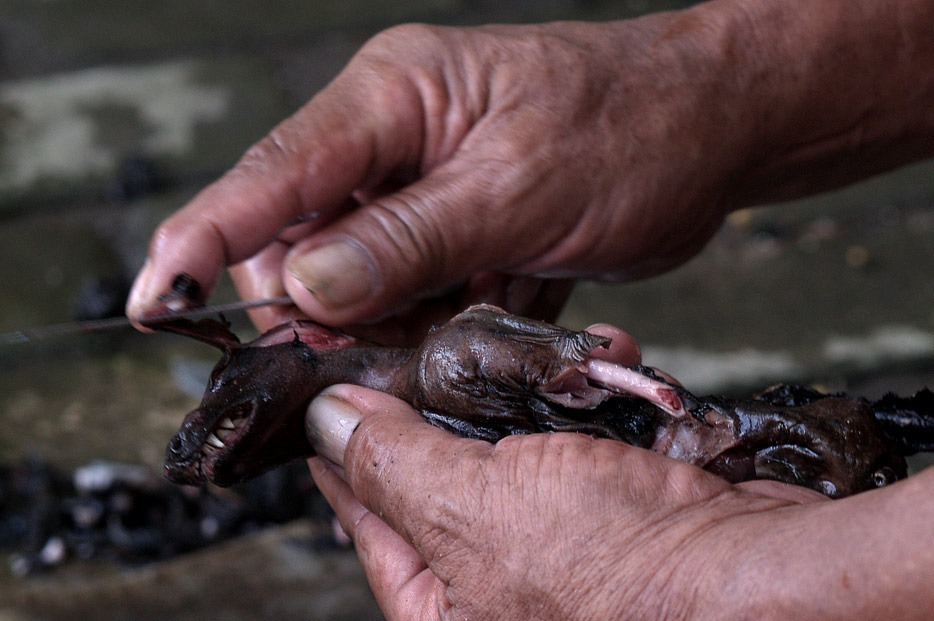
التحضير قبل الطهي
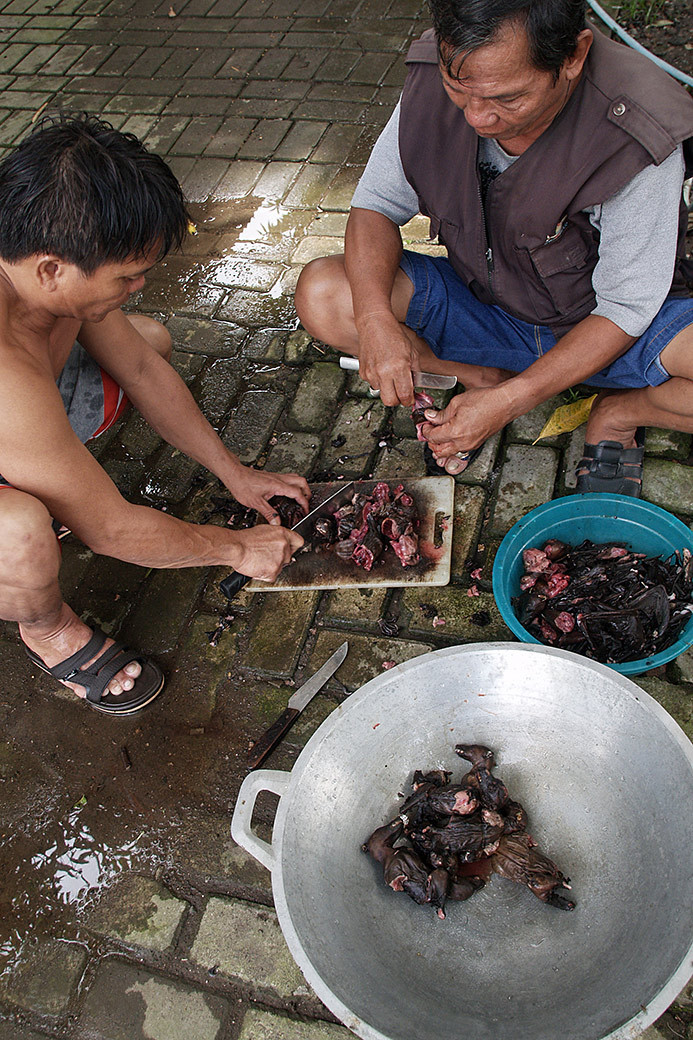
صورة أخرى من التحضير
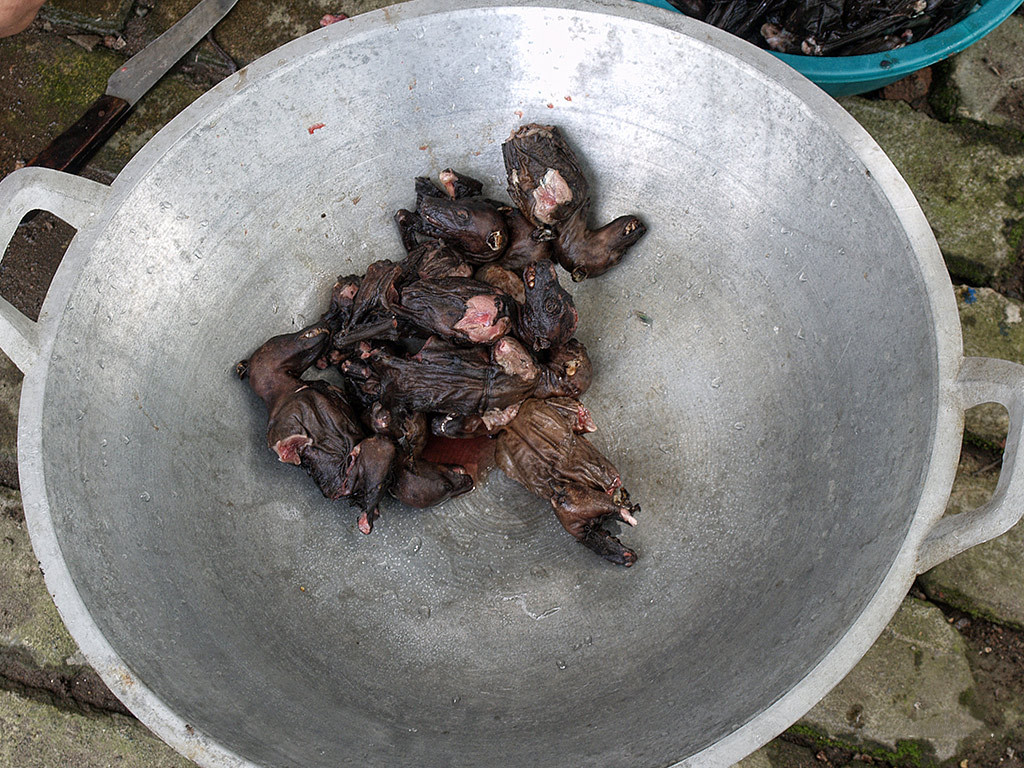
جاهز للطبخ

المعلومات التفصيلية للتركيب الغذائي والكيميائي للحوم الخفافيش غير متوفرة اعتبارًا من عام 2012. في العديد من البلدان النامية، يعتبر لحم الطرائد، بما في ذلك لحم الخفافيش، مورداً غذائياً رئيسياً، بما في ذلك المغذيات الأصغر. تنبأت إحدى الدراسات في مدغشقر أن معدل فقر الدم لدى الأطفال سيزداد بنسبة 29٪ إذا أصبح الوصول إلى لحوم الطرائد، بما في ذلك لحم الخفافيش، مقيدًا، مما قد يؤثر بشكل أساسي على الأسر الأكثر فقراً التي لا تستطيع شراء لحوم الحيوانات الأليفة.

## قضايا جدلية

### الاستغلال المفرط
تكون الخفافيش أكثر عرضة للصيد الجائر في إندونيسيا والفلبين وماليزيا وجزر أوقيانوسيا والمحيط الهندي. تتعرض الخفافيش للصيد الجائر لأن معدلات التكاثر منخفضة بشكل طبيعي وأنواع كثيرة تكون مستعمرة للغاية، مما يجعل من السهل أن يتم اصطيادها بأعداد كبيرة. يُعتقد أن الصيد الجائر هو السبب الرئيسي لانقراض الثعلب الطائر الموريشي الصغير وثعلب غوام الطائر.

### انتقال الأمراض
لقد تم التكهن بأن الخفافيش قد تكون المستودع الطبيعي لفيروس الإيبولا، على الرغم من أن الأدلة على ذلك قد تم اعتبارها «غير حاسمة». نظرًا لاحتمال الارتباط بين الإصابة بفيروس إيبولا و«صيد اللحوم وتقطيعها ومعالجتها من الحيوانات المصابة»، حظرت العديد من بلدان غرب إفريقيا لحوم حيوانات الأدغال (بما في ذلك الخفافيش) أو أصدرت تحذيرات بشأنها خلال وباء 2013-2016؛ منذ ذلك الحين تم رفع الحظر. كذلك افتُرضت تجارة لحم الخفافيش كأصل محتمل لتفشي فيروس كورونا الجديد، الذي تم اكتشافه لأول مرة في ديسمبر 2019.

### السموم
يرتبط تناول خفافيش الفاكهة أيضًا بمرض عصبي يسمى مرض ليتو بوديج. وجد بول آلان كوكس من الحديقة الاستوائية الوطنية في هاواي في كالاهيو، وأوليفر ساكس من كلية ألبرت أينشتاين للطب في نيويورك، أن الخفافيش تستهلك كميات كبيرة من بذور النخل السرخسي والتي يبدو أنها تسبب تراكم السموم إلى مستويات خطيرة.